# Pegantha mollicina
Pegantha mollicina är en nässeldjursart som först beskrevs av Forskål 1775.  Pegantha mollicina ingår i släktet Pegantha och familjen Solmarisidae. Inga underarter finns listade i Catalogue of Life.